# Cừu Greenland
Cừu Greenland (tiếng Greenland: sava) (Đan Mạch: grønlandsk får) là giống cừu nội địa của đảo Greenland. Loài cừu Greenland là một trong những con cừu đuôi ngắn của Bắc Âu, có hình dạng đuôi ngắn, tự nhiên. Cừu Greenland là một giống cừu có kích cỡ trung bình, thường có chân ngắn và chắc nịch, với mặt và chân không có lông. Lông cừu của cừu Greenland được phủ hai lớp và có màu trắng cũng như một loạt các màu khác, bao gồm một loạt các màu nâu, xám và đen. Chúng tồn tại ở cả hai chủng có sừng và không sừng. Thường không bị cắt lông vào mùa đông, giống này có sức chịu lạnh rất tốt. con cái Cừu Greenland có thể có nhiều lần sinh, với một tỷ lệ lamb là 150% - 190%.
Cừu Greenland là những gia súc giao phối theo mùa và thực hiện giao phối vào khoảng tháng 10. Mùa sinh sản có thể kéo dài đến bốn tháng. Cừu đực trưởng thành sớm và có thể bắt đầu thực hiện sinh sản sớm nhất là năm tháng.
Loài cừu Greenland hiện tại rất cứng cáp và ăn rất tiết kiệm. Cừu Greenland có nguồn gốc từ Faroe và cừu Iceland, Spælsau và Blackface Scotland, được nông dân Greenladic đưa đến Greenland. nông dân Greenladic đã được lai tạo từ năm 1906 trong một môi trường khắc nghiệt. Do đó, chúng là động vật ăn cỏ khá hiệu quả. Loài này có nguồn gốc từ cùng một loại giống như loài cừu Spelsau của Na Uy.